# Miss Serbia
Miss Serbia (en serbio: Miss Srbije) es un concurso de belleza nacional en Serbia. Se encarga de seleccionar a la representante del país para el concurso Miss Mundo.

## Ganadoras
| Año  | Miss Serbia        | Distrito         |
| ---- | ------------------ | ---------------- |
| 2006 | Vedrana Grbović    | Belgrado         |
| 2007 | Mirjana Božović    | Belgrado         |
| 2008 | Nevena Lipovac     | Belgrado         |
| 2009 | Jelena Marković    | Užice            |
| 2010 | Milica Jelić       | Belgrado         |
| 2011 | Milica Tepavac     | Novi Sad         |
| 2012 | Nikolina Bojić     | Kula             |
| 2013 | Milica Vukliš      | Belgrado         |
| 2014 | Marija Ćetković    | Vrbas            |
| 2015 | Katarina Šulkić    | Zvečan           |
| 2016 | Anđelija Rogić     | Užice            |
| 2017 | Ivana Trišić       | Belgrado         |
| 2018 | Sanja Lovčević     | Belgrado         |
| 2019 | Andrijana Savić    | Gornji Milanovac |
| 2021 | Anja Radić         | Belgrado         |
| 2024 | Aleksandra Rutović | Belgrado         |

## Representación internacional

### Miss Mundo Serbia
: Declarada como ganadora
     : Terminó como finalista
     : Terminó como una de las semifinalistas o cuartofinalistas
     : Terminó como ganadora de premios especiales
| Año  | Distrito | Miss Mundo Serbia | Posición en Miss Mundo | Premios especiales | Notas |
| ---- | --- | --- | --- | --- | --- |
| 2025 | Belgrado | Aleksandra Rutović | Por competir | Por competir | |
| 2023 | Belgrado | Anja Radić | No clasificó | | |
| 2022 | Miss Mundo 2021 se reprogramó para el 16 de marzo de 2022 debido al brote de pandemia de COVID-19 en Puerto Rico, no comenzó ninguna edición en 2022 | Miss Mundo 2021 se reprogramó para el 16 de marzo de 2022 debido al brote de pandemia de COVID-19 en Puerto Rico, no comenzó ninguna edición en 2022 | Miss Mundo 2021 se reprogramó para el 16 de marzo de 2022 debido al brote de pandemia de COVID-19 en Puerto Rico, no comenzó ninguna edición en 2022 | Miss Mundo 2021 se reprogramó para el 16 de marzo de 2022 debido al brote de pandemia de COVID-19 en Puerto Rico, no comenzó ninguna edición en 2022 | Miss Mundo 2021 se reprogramó para el 16 de marzo de 2022 debido al brote de pandemia de COVID-19 en Puerto Rico, no comenzó ninguna edición en 2022 |
| 2021 | Gornji Milanovac | Andrijana Savić | No clasificó | - Deportes (Top 32) | |
| 2020 | Debido al impacto de la pandemia de COVID-19, no hubo concurso en 2020                                                                               | Debido al impacto de la pandemia de COVID-19, no hubo concurso en 2020                                                                               | Debido al impacto de la pandemia de COVID-19, no hubo concurso en 2020                                                                               | Debido al impacto de la pandemia de COVID-19, no hubo concurso en 2020                                                                               | Debido al impacto de la pandemia de COVID-19, no hubo concurso en 2020                                                                               |
| 2019 | Belgrado | Sanja Lovčević | No clasificó | | |
| 2018 | Belgrado | Ivana Trišić | No clasificó | - Top Model (Top 30) | |
| 2017 | Užice | Anđelija Rogić | No clasificó | | |
| 2016 | Zvečan | Katarina Šulkić | No clasificó | - Talento (Top 21) | |
| 2015 | Novi Sad | Marija Ćetković | No clasificó | - Deportes (Top 24) | |
| 2014 | Vrbas | Milica Vukliš | No clasificó | - Deportes (3.ª finalista) | |
| 2013 | Pančevo | Aleksandra Doknić | No clasificó | | |
| 2012 | Nova Varoš | Bojana Lečić | No clasificó | | |
| 2011 | Novi Sad | Milica Tepavac | No clasificó | - Belleza Playera (Top 5) | |
| 2010 | Belgrado | Milica Jelić | No clasificó | | |
| 2009 | Užice | Jelena Marković | No clasificó | - Talento (Top 22) | |
| 2008 | Belgrado | Nevena Lipovac | No clasificó | - Belleza Playera (Top 25) | |
| 2007 | Belgrado | Mirjana Božović | No clasificó | | |
| 2006 | Belgrado | Vedrana Grbović | No clasificó | | |

### Miss Universo Serbia
: Declarada como ganadora
     : Terminó como finalista
     : Terminó como una de las semifinalistas o cuartofinalistas
     : Terminó como ganadora de premios especiales
| Año                           | Distrito           | Miss Universo Serbia | Posición en Miss Universo | Premios especiales | Notas |
| ----------------------------- | ------------------ | -------------------- | ------------------------- | ------------------ | ----- |
| 2024                          | Belgrado           | Ivana Trišić         | Top 30                    |                    |       |
| No compitió entre 2016 y 2023 |                    |                      |                           |                    |       |
| 2015                          | Kragujevac         | Daša Radosavljević   | No clasificó              |                    |       |
| 2014                          | Kosovska Mitrovica | Anđelka Tomašević    | No clasificó              |                    |       |
| 2013                          | Zemun              | Ana Vrcelj           | No clasificó              |                    |       |
| 2012                          | Novi Sad           | Branislava Mandić    | No clasificó              |                    |       |
| 2011                          | Kraljevo           | Anja Šaranović       | No clasificó              |                    |       |
| 2010                          | Belgrado           | Lidija Kocić         | No clasificó              |                    |       |
| 2009                          | Knin               | Dragana Atlija       | No clasificó              |                    |       |
| 2008                          | Novi Sad           | Bojana Borić         | No clasificó              |                    |       |
| 2007                          | Novi Sad           | Teodora Marčić       | No clasificó              |                    |       |

### Miss Internacional Serbia
: Declarada como ganadora
     : Terminó como finalista
     : Terminó como una de las semifinalistas o cuartofinalistas
     : Terminó como ganadora de premios especiales
| Año                           | Distrito      | Miss Internacional Serbia | Posición en Miss Internacional | Premios especiales | Notas       |
| ----------------------------- | ------------- | ------------------------- | ------------------------------ | ------------------ | ----------- |
| No compite desde 2015         |               |                           |                                |                    |             |
| 2014                          | Belgrado      | Lidija Kocić              | No clasificó                   |                    |             |
| No compitió entre 2011 y 2013 |               |                           |                                |                    |             |
| 2010                          | Raška         | Anja Šaranović            | Top 15                         |                    |             |
| 2009                          | No compitió   | No compitió               | No compitió                    | No compitió        | No compitió |
| 2008                          | Belgrado      | Sanja Radinović           | No compitió                    |                    |             |
| 2007                          | Bačka del Sur | Teodora Marčić            | No clasificó                   |                    |             |
| 2006                          | Belgrado      | Danka Dizdarević          | No compitió                    |                    |             |

### Miss Tierra Serbia
: Declarada como ganadora
     : Terminó como finalista
     : Terminó como una de las semifinalistas o cuartofinalistas
     : Terminó como ganadora de premios especiales
| Año                           | Distrito           | Miss Tierra Serbia | Posición en Miss Tierra | Premios especiales                       | Notas |
| ----------------------------- | ------------------ | ------------------ | ----------------------- | ---------------------------------------- | ----- |
| 2024                          | Stara Pazova       | Anja Čubrić        | Por competir            | Por competir                             |       |
| 2023                          | Belgrado           | Andjela Vanevski   | No clasificó            |                                          |       |
| 2022                          | Belgrado           | Milica Krstovic    | No clasificó            |                                          |       |
| 2021                          | Ruma               | Djina Radovac      | No clasificó            |                                          |       |
| 2020                          | Belgrado           | Sandra Milenković  | No clasificó            |                                          |       |
| 2020                          | Niš                | Jana Radulovic     | No compitió             | No compitió                              |       |
| 2019                          | Novi Sad           | Ljubica Rajković   | No clasificó            | - Miss Amistad (Agua)                    |       |
| 2018                          | Belgrado           | Nina Jovanovic     | No clasificó            | - Mejor Traje Nacional (Europa del Este) |       |
| 2017                          | Mitrovica          | Marija Nikić       | No clasificó            |                                          |       |
| 2016                          | Belgrado           | Teodora Janković   | No clasificó            |                                          |       |
| No compitió entre 2014 y 2015 |                    |                    |                         |                                          |       |
| 2013                          | Kosovska Mitrovica | Anđelka Tomašević  | Top 8                   |                                          |       |
| No compitió entre 2011 y 2012 |                    |                    |                         |                                          |       |
| 2010                          | Belgrado           | Tijana Rakić       | No clasificó            | - Mejor en Ao Dai                        |       |
| 2009                          | Belgrado           | Dijana Milojković  | No clasificó            |                                          |       |
| 2008                          | Belgrado           | Bojana Traljić     | No clasificó            |                                          |       |
| 2007                          | Belgrado           | Slađana Damjanac   | No clasificó            |                                          |       |
| 2006                          | Belgrado           | Dubravka Škorić    | No clasificó            |                                          |       |